# 3056 INAG
3056 INAG este un asteroid din centura principală, descoperit pe 1 noiembrie 1978 de Koichiro Tomita.